# Зирекле Елга
Зирекле Елга (тат. Зирекле-Елга) — упразднённая деревня в Азнакаевском районе Татарстана России.
Входила на момент упразднения в состав Сапеевского сельсовета. Сейчас на месте деревни находится садоводческое товарищество «Лесное».

## География
Деревня находилась у реки Варьзяде, в 36 км от железнодорожной станции Ютаза, в 170 км от пристани Набережные Челны.

## История
Основана в 1921 году, во время голода в Поволжье, жителями села Сапеево (Сэпэй), расположенного у горы Чатыр-тау. В деревне было 35 домов.
В 1950-е годы у деревни появились нефтяные скважины.
Постепенно жители разъехались, осталась одна семья — Ахметшины.
С начала XXI веки потомки уроженцев села организуют СНТ, строят дачи.
По инициативе Ахметшиных с 2013 года ежегодно проводятся сельский жыен, куда приезжают дети и внуки сельчан.

### Административно-территориальная принадлежность
С 1930 г. в составе Больше-Сухояшского сельсовета Тумутукского района, с 1931 г. — Сапеевского сельсовета Азнакаевского, с 1963 г. — Альметьевского, с 1965 г. — Азнакаевского районов.
.
В 2005 году населённый пункт был упразднён в связи с выездом жителей.

## Население
327 человек (1930, преимущественно татары).

## Инфраструктура
Дачи.

## Транспорт
Автодорога 16К-0081.